# 首里劇場
首里劇場（しゅりげきじょう）とは、かつて沖縄県那覇市首里大中町1-5にあった映画館。
1950年（昭和25年）9月21日に開館し、1970年代以降には成人映画館として営業していたが、2021年（令和3年）5月1日から2022年（令和4年）4月までは名画座として営業していた。座席数は211席。長年35mmフィルムで上映を行ってきたが、2014年12月3日をもってフィルム上映を終えてデジタルに移行した。
2022年（令和4年）4月に3代目館長が亡くなり閉館。2023年（令和5年）10月16日から解体工事が開始され、その後は更地となり今後の土地活用は未定となっている。

## 歴史

### 開館
1947年（昭和22年）頃のこの地には、首里劇場の前身である露天劇場（屋根を有さない劇場）の首里公民館があり、芝居の巡業などの際に用いられた。
1950年（昭和25年）9月21日、首里市（現在の那覇市首里）における戦後初の有蓋映画館として開館した。オープニング作品は新東宝の『男の涙』であり、東宝作品を中心に上映した。開館当初の経営者は琉球肥料や久米島製糖の取締役である真栄城喜福だったが、やがて首里劇場の施工を担当した合資会社田光組の金城田光に経営権が譲渡された。金城田光は那覇市にニュース映画専門の牧志ニュース館を経営しており、首里劇場は2館目の映画館だった。開館当時は沖縄芝居や時代劇芝居、邦画、洋画を上映していた他、敬老会などの催しも行われたことがある。

### 成人映画館として
かつては首里城跡に琉球大学のキャンパスがあって周辺がにぎわい、首里バスの修理工場の行員なども詰め掛けた。2代目館主の金城田眞の時代には映画人気の低迷からピンク映画を上映するようになり、『ジェラシー・ゲーム』（日活ロマンポルノ、1982年）や『トルコ行進曲 夢の城』（日活ロマンポルノ、1984年）などが流行った。
2010年代には沖縄県を拠点とするミュージシャンによる音楽ライブも盛んに行われ、渋さ知らズオーケストラのライブ（2014年2月9日）ややちむんの25周年記念ライブ（2016年4月29日）などが行われていた。
新型コロナウイルス感染症の世界的流行の影響による日本政府の緊急事態宣言を受けて、2020年（令和2年）4月23日から5月15日には臨時休業した。営業再開の際には「客は1日15人程度で密集しない。建物が古く隙間風が通り抜け密閉ではなく、接客もしないので密接でもない」などと自虐して来場をアピールした。2021年（令和3年）2月1日には再開日未定の長期休館に入ったが、3月26日からはいくつかのドキュメンタリー映画を特別上映した。

### 名画座として
2021年（令和3年）5月1日には名画座として営業を再開したが、わずか1年後の2022年（令和4年）4月9日、3代目館長の金城政則が死去した。遺族は閉館の意志を示しているが、「首里劇場友の会」は保存の方向を模索していた。建物や興行史などを調査する「首里劇場調査団」も組織され調査研究が行われたが、遺族の意向により閉館が決定し、2023年（令和5年）10月16日に解体工事が開始。同年11月末までに更地化され73年間の歴史に幕を閉じた。

## 特色

### 成人映画館（～2021年）
2021年（令和3年）2月まではOP映画制作などのピンク映画上映館として営業していた。ピンク映画監督の荒木太郎は首里劇場のファンであることを公言しており、ロビーには荒木太郎作品のポスターなどが貼られていた。ピンク映画館であるため様々な性癖の観客が訪れるが、作品を楽しみたい観客のために、ゲイの痴漢だけは禁止していた。

### ポットン便所
首里劇場のトイレは閉館するまでポットン便所（ボットン便所）であり、映画館サイト『港町キネマ通り』管理人の大屋尚浩は「『首里劇場』を訪れたら（トイレを）是非見ていただきたい」としていた。首里劇場の観客は基本的に男性であるが、男性用個室のほかに女性用個室もあり、女性用個室にはのぞき穴が設けられていたが、2017年時点では非常に劣悪な環境であったため、観覧客には龍潭などの近くにトイレがある施設を使うように勧めていた。館主の金城政則は「古い・汚い・臭いをウリにしていこうと思っています」「感動しながらビンビン！笑いながらビンビン！」などと語っていた。

## 歴代館主
- 初代 金城田光（3代目の叔父）
- 2代目 金城田眞（3代目の父）
- 3代目 金城政則

## 関連番組
| 放送日       | 放送局         | 番組名                                               | 放送時間 （JST）    | 備考・出典             |
| ------------ | -------------- | ---------------------------------------------------- | ------------------- | ---------------------- |
| 2023年6月2日 | 沖縄テレビ放送 | ドキュメント九州 『首里劇場 沖縄に残る奇跡の映画館』 | 金曜日14:48 - 15:18 | ナレーター：小林美沙希 |